# Emptio venditio
Emptio venditio – w prawie rzymskim umowa sprzedaży, w której sprzedawca (venditor) zobowiązywał się do wydania rzeczy kupującemu (emptor) i zapewnienia jej spokojnego posiadania, w zamian za co, kupujący zobowiązywał się zapłacić cenę wyrażoną w ściśle określonej kwocie pieniężnej (Prokulianie) lub w innym towarze (Sabinianie). Uzgodnienie (consensus) towaru (merx) i ceny (pretium) stanowiły essentialia negotii tego kontraktu. Sprzedaż za cenę symboliczną traktowana była jak darowizna.
W okresie archaicznym transakcja dochodziła do skutku za pomocą formalistycznego i uroczystego aktu z użyciem spiżu i wagi (per aes et libram) zwanego mancipatio. Kupujący stawał się właścicielem kwirytarnym rzeczy. W tym okresie była to czynność rozporządzająca, dostępna tylko dla obywateli rzymskich.
Z biegiem czasu, na skutek wzmożonych kontaktów handlowych z peregrynami wykształciła się forma sprzedaży dochodząca do skutku przez nieformalne porozumienie stron co do towaru i ceny. Towarem mogła być każda rzecz przeznaczona do obrotu (res in commercio), ale również taka, która powstanie w przyszłości (emptio rei speratae kupno rzeczy spodziewanej np. oczekiwanych plonów z określonego gruntu lub partus ancillae dziecka niewolnicy która jest w ciąży) pod warunkiem jej powstania lub też sama nadzieja powstania rzeczy (emptio spei może, lecz nie musi powstać np. połów ryb, zwierzyna z polowania). Ten ostatni przypadek był sprzedażą losową, kontraktem aleatoryjnym (od alea kostka do gry) bezwarunkowym, kupujący musiał uiścić cenę nawet przy braku kupowanego przedmiotu.
Emptio venditio było kontraktem konsensualnym dochodzącym do skutku przez nieformalne porozumienie stron. Jednak samo w sobie było jedynie czynnością zobowiązującą, czyli nie powodowało jak obecnie przeniesienia własności, ale rodziło zobowiązanie do wydania rzeczy po stronie sprzedawcy, i do zapłaty ceny po stronie kupującego. Wydanie (czyli traditio) rzeczy należącej do kategorii rei mancipi, mogło stanowić jedynie początek okresu zasiedzenia, w przypadku gdy rzecz należała do kategorii rei nec mancipi skutkowało natomiast przeniesieniem własności.
Sprzedawca odpowiadał za wady prawne i ukryte wady fizyczne rzeczy (początkowo o ile o nich wiedział i podstępnie zataił lub zapewniał o nieistniejącej właściwości towaru; później o ile wada wymieniona była w katalogu typowych wad zawartym w edykcie ogłaszanym przez edyla kurulnego; ostatecznie bez takich ograniczeń). Za wady jawne nie mógł odpowiadać zgodnie z zasadą, że nabywca powinien był obejrzeć nabytek. Przeciwko sprzedawcy wadliwego towaru sprawujący nadzór nad targowiskami edylowie kurulni udzielali skargi o odstąpienie od umowy z wzajemnym zwrotem towaru i zapłaconej ceny (actio redhibitoria) którą można było wytoczyć w terminie 6 miesięcy od zawarcia umowy sprzedaży oraz skargi o obniżenie ceny (actio quanti minoris) z której skorzystać można było w ciągu roku od zawarcia tej umowy (zgłaszający pretensję miał do wyboru jedno z tych dwu powództw w ciągu pierwszych 6 miesięcy, gdyż skorzystanie z jednej wykluczało drugą).
Ryzyko przypadkowej utraty lub pogorszenia towaru oznaczonego indywidualnie ponosił kupujący (periculum est emptoris) wynikła z tego niemożność świadczenia ze strony sprzedawcy zwalniała go ze zobowiązania pozostawiając obowiązek uiszczenia ceny po stronie nabywcy. Było to zapewne reliktem dawniejszej wymiany towaru na pieniądz przy pomocy dwu odrębnych stypulacji. Rekompensatę dla nabywcy stanowiło przyznanie mu pożytków jakie mógł przynieść towar.
Cesarze wielokrotnie próbowali kształtować ceny i wymianę handlową. Najsławniejszą choć bezskuteczną próbą było edictum de pretiis rerum venalium Dioklecjana z 301 regulujące maksymalne ceny przeszło 1000 towarów oraz usług. Była to lex minus quam perfecta, za przekroczenie limitu groziły surowe kary, lecz sama transakcja zostawała ważna. Inną reformą tego cesarza było wprowadzenie w 285 roku możliwości rozwiązania umowy (za zwrotem wzajemnych świadczeń) lub żądania wyrównania straty (laesio enormis) w razie wyzbycia się gruntu za cenę poniżej połowy jego wartości.